# Bailliage de Villers-la-Montagne
Le bailliage de Villers-la-Montagne (ou Viller-la-Montagne) est une ancienne entité administrative du duché puis de la province de Bar, ayant existé de 1751 à 1789.

## Géographie
Traversé par la Chiers et la Crusnes, il était délimité à l'Ouest par les bailliages de Longuyon et de Longwy, ainsi qu'au Sud par celui de Briey. Le Luxembourg lui faisait frontière au Nord par un demi-cercle de huit ou neuf lieues.

## Histoire
Avant l'existence de ce bailliage, la prévôté de Villers-la-Montagne ressortissait au bailliage d'Étain et fut supprimée en 1751.
Ressortant au parlement de Nancy et régi par la coutume de Saint-Mihiel, ce territoire dépendait spirituellement du diocèse de Trèves.
Avant la convention du 16 mai 1769, les localités de Battincourt, Aix-sur-Cloye, Aubange, Athus, Rodange et la Magdelaine, appartenaient à ce bailliage.
Du point de vue économique, ce territoire produisait des grains et comprenait beaucoup de mines de fer.

## Composition
Communautés qui étaient dans ce bailliage en 1779 :
- Villers-la-Montagne
- Ametz ou Aumetz
- Audun-le-Tiche (et la cense de Hirpe)
- Baslieu
- Boudrezy ou Baudrezy
- Brehain-la-ville
- Bure-en-Voivre
- Burey-la-ville
- Cheniére
- Circourt-en-Voivre
- Crune
- Cussigny
- Cuttry ou Cultry
- Errouville
- Fillieres-sur-Crune
- Godebrange
- Gorcy
- La Grandville ou Cons-la-grandville (avec les censes de Cumont et Praucourt)
- Haucourt
- Higny
- Hussigny
- Joppécourt (et la cense de Martin-fontaine)
- Laix
- Mercy-le-Haut
- Mercy-le-Bas
- Michéville
- Morfontaine
- Nonkeil
- Ottange
- St. Pancré
- Rédange, la cense de Rédange et celle de la Forêt
- Russange
- Saulne-la-haute
- Saulne-la-basse
- Tellancourt
- Thil
- Tiercelet
- Tressange, Ludelange et Gondrange
- Ville & Houdlemont
- Villers-la-chévre
- Villerupt & Cantebonne

## Sources
- M. Durival, Description de la Lorraine et du Barrois, tome second, Nancy, 1779.
- Bouteiller, Dictionnaire topographique de l'ancien département de la Moselle, rédigé en 1868.